# Tropocyclops piscinalis
Tropocyclops piscinalis – gatunek widłonoga z rodziny Cyclopidae. Nazwa naukowa tego gatunku skorupiaków została opublikowana w 1984 roku przez francuskiego zoologa-limnologa Bernarda Henriego Dussarta.